# Division IIA du Championnat du monde féminin de hockey sur glace 2016
Navigation
Division IIA 2017
| \| Localisation de Bled en Slovénie. \| Localisation de Bled en Slovénie. |
| Localisation de Bled en Slovénie.                                         |

Le tournoi de la Division IIA du Championnat du monde féminin de hockey sur glace 2016 se déroule à Bled en Slovénie du 1er au 7 avril 2016.

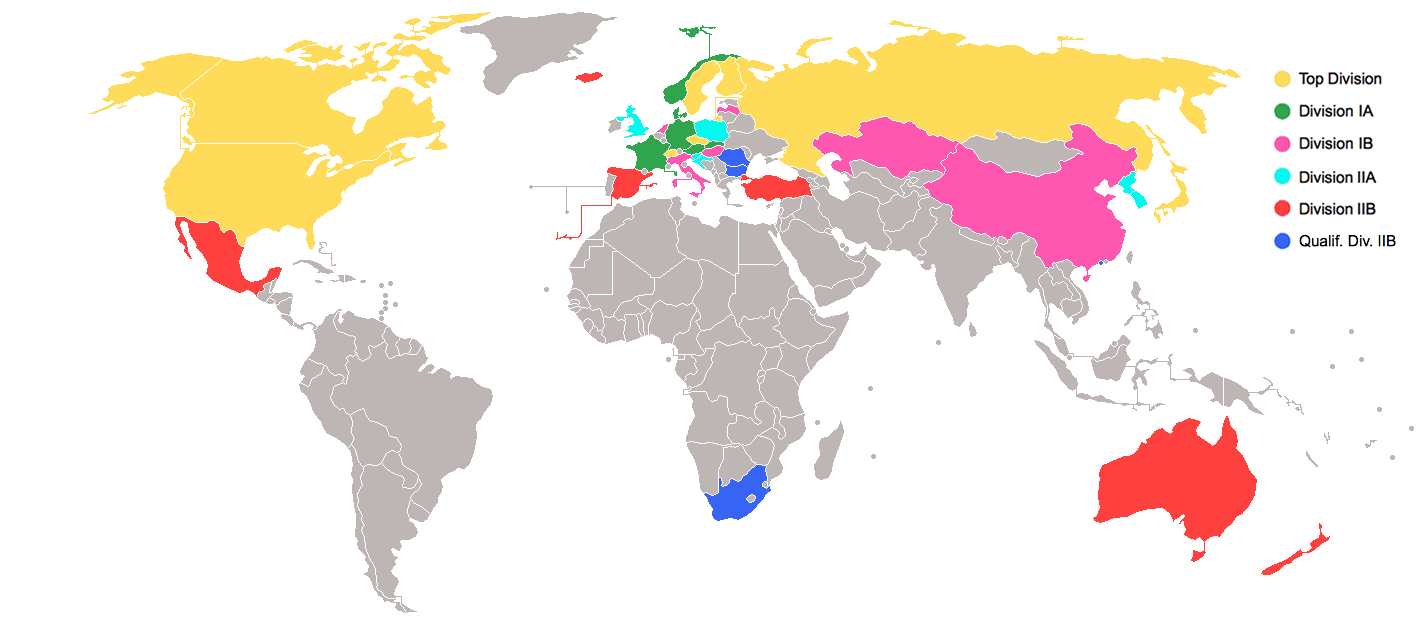
Pays participant au Championnat du monde féminin de hockey sur glace 2016.

## Format de la compétition
Les 8 équipes de la Division Élite sont réparties en deux groupes de 4 : les mieux classées dans le groupe A et les autres dans le groupe B. Chaque groupe est disputé sous la forme d'un championnat à matches simples. Les 2 premiers du groupe A sont qualifiés d'office pour les demi-finales. Les 2 derniers du groupe A et les 2 premiers du groupe B s'affrontent lors de quarts de finale croisés. Les 2 derniers du groupe B participent au tour de relégation qui détermine l'équipe qui sera reléguée en Division I A lors de l'édition de 2017.
Pour les autres divisions qui comptent 6 équipes (sauf le groupe de Qualification pour la Division II B qui en compte 4), les équipes s’affrontent entre elles et, à l'issue de cette compétition, le premier est promu dans la division supérieure et le dernier est relégué dans la division inférieure.
Lors des phases de poule, les points sont attribués ainsi :
- 3 points pour une victoire dans le temps réglementaire ;
- 2 points pour une victoire en prolongation ou aux tirs de fusillade ;
- 1 point pour une défaite en prolongation ou aux tirs de fusillade ;
- 0 point pour une défaite dans le temps réglementaire.

## Résultats
| 2 avril 2016 | Corée du Sud | 4-1 (1-1, 1-0, 2-0) | Corée du Nord | Pionir Ice Hall, Bled 200 spectateurs |

| Feuille de match | Feuille de match | Feuille de match    | Feuille de match            | Feuille de match                                                                |
| ---------------- | --- | ------------------- | --------------------------- | ------------------------------------------------------------------------------- |
|                  | Park C. (Park Y.) — 12 min 31 s (SN) - Park Y. (Lee K.) — 39 min 59 s Jo (Choi J., Lee K.) — 56 min 6 s (SN) Choi J. (Lee K.) — 58 min 26 s (SN) | 1-0 1-1 2-1 3-1 4-1 | - Han (Jin) — 17 min 11 s - | Arbitrage : Debby Hengst Juges de lignes : Magdaléna Čerhitová Jessica Lundgren |
| Shin So-jung     | Gardiens | So Jong-sim         |                             | Arbitrage : Debby Hengst Juges de lignes : Magdaléna Čerhitová Jessica Lundgren |
| 16 min           | Pénalités | 18 min              |                             | Arbitrage : Debby Hengst Juges de lignes : Magdaléna Čerhitová Jessica Lundgren |
| 39               | Tirs | 20                  |                             | Arbitrage : Debby Hengst Juges de lignes : Magdaléna Čerhitová Jessica Lundgren |

| 2 avril 2016 | Grande-Bretagne | 19-1 (7-1, 4-0, 8-0) | Croatie | Pionir Ice Hall, Bled 210 spectateurs |

| Feuille de match                                           | Feuille de match | Feuille de match                                                                          | Feuille de match                     | Feuille de match                                                        |
| ---------------------------------------------------------- | --- | ----------------------------------------------------------------------------------------- | ------------------------------------ | ----------------------------------------------------------------------- |
|                                                            | Herbert (Hill) — 6 min 3 s Newman (Bloom, Allen) — 6 min 30 s Newman (Allen, Bloom) — 9 min 13 s Bloom (Scoon) — 9 min 37 s Henry (Ganney) — 11 min 11 s Allen (Bloom, Scoon) — 12 min 24 s - Allen (Hill, Halliwell) — 17 min 10 s Henry (Bloom, Douglas) — 22 min 47 s Farman — 30 min 32 s (2 IN) Hutchinson (Ganney, Henry) — 35 min 19 s Allen (Farman) — 37 min 5 s Herbert (Henry, Farman) — 41 min 10 s (SN) Campbell (Adams, Durnell) — 42 min 30 s Ashton (Mardsen, Herbert) — 47 min 51 s Henry (Ganney) — 49 min 59 s Herbert (Marsden, Ashton) — 51 min 40 s Allen (Newman, Bloom) — 55 min 31 s Ashton (Herbert, Marsden) — 57 min 19 s Ganney (Lane, Henry) — 59 min 36 s | 1-0 2-0 3-0 4-0 5-0 6-0 6-1 7-1 8-1 9-1 10-1 11-1 12-1 13-1 14-1 15-1 16-1 17-1 18-1 19-1 | - Smolec (Kadijevic) — 13 min 40 s - | Arbitrage : Tijana Haack Juges de lignes : Linnea Sainio Olga Steinberg |
| Nicole Jackson (31 min 2 s) Samantha Bolwell (28 min 58 s) | Gardiens | Petra Belobrk (35 min 19 s) Lana Belic (24 min 41 s)                                      |                                      | Arbitrage : Tijana Haack Juges de lignes : Linnea Sainio Olga Steinberg |
| 10 min                                                     | Pénalités | 10 min                                                                                    |                                      | Arbitrage : Tijana Haack Juges de lignes : Linnea Sainio Olga Steinberg |
| 58                                                         | Tirs | 15                                                                                        |                                      | Arbitrage : Tijana Haack Juges de lignes : Linnea Sainio Olga Steinberg |

| 2 avril 2016 | Slovénie | 2-9 (0-4, 2-5, 0-0) | Pologne | Pionir Ice Hall, Bled 540 spectateurs |

| Feuille de match                                        | Feuille de match                                                                            | Feuille de match                            | Feuille de match | Feuille de match                                                            |
| ------------------------------------------------------- | ------------------------------------------------------------------------------------------- | ------------------------------------------- | --- | --------------------------------------------------------------------------- |
|                                                         | - Kolman (Pren, Duh) — 27 min 22 s (SN) - S. Confidenti (Kolman, Pren) — 33 min 35 s (SN) - | 0-1 0-2 0-3 0-4 0-5 1-5 1-6 1-7 1-8 2-8 2-9 | Bigos (Wieczorek) — 8 min 32 s (SN) Chrapek (Czaplik, Późnievska) — 12 min 31 s (SN) Frąckowiak (Wieczorek) — 12 min 53 s Późnievska — 17 min 2 s Frąckowiak (Wieczorek, Bigos) — 24 min 51 s - Późnievska (Czaplik, Kosakowska) — 27 min 43 s Frąckowiak (Wieczorek) — 29 min 8 s Wieczorek (Bigos) — 31 min 23 s - Tokarska — 35 min 17 s | Arbitrage : Ainslie Gardner Juges de lignes : Gabriela Šťastná Yuka Tochigi |
| Ines Confidenti (26 min 20 s) Pia Dukarič (33 min 40 s) | Gardiens                                                                                    | Martyna Saaa                                | | Arbitrage : Ainslie Gardner Juges de lignes : Gabriela Šťastná Yuka Tochigi |
| 10 min                                                  | Pénalités                                                                                   | 8 min                                       | | Arbitrage : Ainslie Gardner Juges de lignes : Gabriela Šťastná Yuka Tochigi |
| 21                                                      | Tirs                                                                                        | 48                                          | | Arbitrage : Ainslie Gardner Juges de lignes : Gabriela Šťastná Yuka Tochigi |

| 3 avril 2016 | Grande-Bretagne | 0-1 (0-0, 0-1, 0-0) | Corée du Sud | Pionir Ice Hall, Bled 245 spectateurs |

| Feuille de match | Feuille de match | Feuille de match | Feuille de match                       | Feuille de match                                                     |
| ---------------- | ---------------- | ---------------- | -------------------------------------- | -------------------------------------------------------------------- |
|                  | -                | 0-1              | Ko (Han S., Park J.) — 22 min 1 s (SN) | Arbitrage : Dina Allen Juges de lignes : Fu Zhennan Gabriela Šťastná |
| Nicole Jackson   | Gardiens         | Shin So-jung     |                                        | Arbitrage : Dina Allen Juges de lignes : Fu Zhennan Gabriela Šťastná |
| 18 min           | Pénalités        | 16 min           |                                        | Arbitrage : Dina Allen Juges de lignes : Fu Zhennan Gabriela Šťastná |
| 21               | Tirs             | 34               |                                        | Arbitrage : Dina Allen Juges de lignes : Fu Zhennan Gabriela Šťastná |

| 3 avril 2016 | Croatie | 1-6 (1-1, 0-3, 0-2) | Slovénie | Pionir Ice Hall, Bled 860 spectateurs |

| Feuille de match | Feuille de match                         | Feuille de match            | Feuille de match | Feuille de match                                                            |
| ---------------- | ---------------------------------------- | --------------------------- | --- | --------------------------------------------------------------------------- |
|                  | Siranovic (Gurka, Klanac) — 3 min 51 s - | 1-0 1-1 1-2 1-3 1-4 1-5 1-6 | - Pren (S. Confidenti, Lepir) — 17 min 33 s S. Confidenti (Pren) — 24 min 59 s (SN) Pren (S. Confidenti, Lepir) — 33 min 23 s Dukaric (Duh, Kraner) — 36 min 27 s Pren (Svetina, Loncar) — 42 min 39 s Manfreda (Kraner, Kolman) — 56 min 28 s | Arbitrage : Ainslie Gardner Juges de lignes : Jessica Lundgren Yuka Tochigi |
| Petra Belobrk    | Gardiens                                 | Ines Confidenti             | | Arbitrage : Ainslie Gardner Juges de lignes : Jessica Lundgren Yuka Tochigi |
| 6 min            | Pénalités                                | 6 min                       | | Arbitrage : Ainslie Gardner Juges de lignes : Jessica Lundgren Yuka Tochigi |
| 18               | Tirs                                     | 49                          | | Arbitrage : Ainslie Gardner Juges de lignes : Jessica Lundgren Yuka Tochigi |

| 3 avril 2016 | Corée du Nord | 4-9 (2-3, 1-2, 1-4) | Pologne | Pionir Ice Hall, Bled 205 spectateurs |

| Feuille de match | Feuille de match | Feuille de match                                    | Feuille de match | Feuille de match                                                              |
| ---------------- | --- | --------------------------------------------------- | --- | ----------------------------------------------------------------------------- |
|                  | Hwang C-s. (Jin, Kim U-h.) — 5 min 18 s (SN) - Choe J. (Kim U-j.) — 8 min 28 s - Kim U-h. (Won, Jin) — 28 min 6 s (2 SN) - Won (Ri U.) — 49 min 14 s (IN) - | 1-0 1-1 2-1 2-2 2-3 2-4 3-4 3-5 3-6 3-7 4-7 4-8 4-9 | - Późniewska (Czaplik) — 7 min 20 s (SN) - Czaplik (Późniewska) — 25 min 48 s Chrapek (Czaplik, Czarnecka) — 16 min 4 s (SN) Czaplik (Późniewska) — 25 min 48 s - Późniewska (Kosakowska) — 35 min 52 s Tomczok (Cygan) — 42 min 14 s Bigos (Frąckowiak, Późniewska) — 43 min 23 s - Cygan (Łaskawska) — 54 min 54 s (SN) Frąckowiak — 59 min 20 s | Arbitrage : Tijana Haack Juges de lignes : Magdaléna Čerhitová Olga Steinberg |
| So Jong-sim      | Gardiens | Martyna Sass                                        | | Arbitrage : Tijana Haack Juges de lignes : Magdaléna Čerhitová Olga Steinberg |
| 22 min           | Pénalités | 14 min                                              | | Arbitrage : Tijana Haack Juges de lignes : Magdaléna Čerhitová Olga Steinberg |
| 38               | Tirs | 30                                                  | | Arbitrage : Tijana Haack Juges de lignes : Magdaléna Čerhitová Olga Steinberg |

| 5 avril 2016 | Corée du Nord | 8-2 (2-2, 2-0, 4-0) | Croatie | Pionir Ice Hall, Bled 210 spectateurs |

| Feuille de match | Feuille de match | Feuille de match                        | Feuille de match                                                | Feuille de match                                                        |
| ---------------- | --- | --------------------------------------- | --------------------------------------------------------------- | ----------------------------------------------------------------------- |
|                  | - Ryo (Jong, Choe J.) — 12 min 48 s Choe U. (Choe J., Kim U-j.) — 16 min 45 s Han (Won, Ri U.) — 24 min 41 s Choe J. (Ri U.) — 34 min 18 s Kim H. — 41 min 53 s (IN) Han (Choe J., Jin) — 42 min 30 s Kim K. — 47 min 19 s Choe J. (Ri U., Han) — 50 min 54 s | 0-1 0-2 1-2 2-2 3-2 4-2 5-2 6-2 7-2 8-2 | Metelko (Filipec, Lovrencic) — 1 min 43 s Smolec — 2 min 54 s - | Arbitrage : Dina Allen Juges de lignes : Jessica Lundgren Linnea Sainio |
| So Jong-sim      | Gardiens | Petra Belobrk                           |                                                                 | Arbitrage : Dina Allen Juges de lignes : Jessica Lundgren Linnea Sainio |
| 6 min            | Pénalités | 4 min                                   |                                                                 | Arbitrage : Dina Allen Juges de lignes : Jessica Lundgren Linnea Sainio |
| 54               | Tirs | 15                                      |                                                                 | Arbitrage : Dina Allen Juges de lignes : Jessica Lundgren Linnea Sainio |

| 5 avril 2016 | Corée du Sud | 1-2 (0-0, 0-0, 1-2) | Pologne | Pionir Ice Hall, Bled 325 spectateurs |

| Feuille de match | Feuille de match             | Feuille de match | Feuille de match                                               | Feuille de match                                                             |
| ---------------- | ---------------------------- | ---------------- | -------------------------------------------------------------- | ---------------------------------------------------------------------------- |
|                  | - Park Y. — 59 min 28 s (IN) | 0-1 0-2 1-2      | Frąckowiak (Bigos) — 44 min 29 s Frąckowiak (Bigos) — 53 min - | Arbitrage : Ainslie Gardner Juges de lignes : Magdaléna Čerhitová Zhennan Fu |
| Shin So-jung     | Gardiens                     | Martyna Sass     |                                                                | Arbitrage : Ainslie Gardner Juges de lignes : Magdaléna Čerhitová Zhennan Fu |
| 6 min            | Pénalités                    | 8 min            |                                                                | Arbitrage : Ainslie Gardner Juges de lignes : Magdaléna Čerhitová Zhennan Fu |
| 36               | Tirs                         | 30               |                                                                | Arbitrage : Ainslie Gardner Juges de lignes : Magdaléna Čerhitová Zhennan Fu |

| 5 avril 2016 | Grande-Bretagne | 6-0 (3-0, 2-0, 1-0) | Slovénie | Pionir Ice Hall, Bled 670 spectateurs |

| Feuille de match | Feuille de match | Feuille de match        | Feuille de match | Feuille de match                                                           |
| ---------------- | --- | ----------------------- | ---------------- | -------------------------------------------------------------------------- |
|                  | Ganney (Hill) — 30 s (IN) Herbert (Halliwell, Newman) — 17 min 38 s (SN) Lane (Henry) — 18 min 49 s Adams (Durnell, Campbell) — 33 min 40 s (2 SN) Henry (Ganney, Lane) — 37 min 39 s Ashton (Marsden) — 45 min 23 s | 1-0 2-0 3-0 4-0 5-0 6-0 | -                | Arbitrage : Debby Hengst Juges de lignes : Gabriela Šťastná Olga Steinberg |
| Nicole Jackson   | Gardiens | Pia Dukarič             |                  | Arbitrage : Debby Hengst Juges de lignes : Gabriela Šťastná Olga Steinberg |
| 33 min           | Pénalités | 18 min                  |                  | Arbitrage : Debby Hengst Juges de lignes : Gabriela Šťastná Olga Steinberg |
| 51               | Tirs | 26                      |                  | Arbitrage : Debby Hengst Juges de lignes : Gabriela Šťastná Olga Steinberg |

| 7 avril 2016 | Pologne | 1-2 (1-0, 0-2, 0-0) | Grande-Bretagne | Pionir Ice Hall, Bled 240 spectateurs |

| Feuille de match | Feuille de match                             | Feuille de match | Feuille de match                                                                       | Feuille de match                                                              |
| ---------------- | -------------------------------------------- | ---------------- | -------------------------------------------------------------------------------------- | ----------------------------------------------------------------------------- |
|                  | Frąckowiak (Wieczorek, Bigos) — 1 min 34 s - | 1-0 1-1 1-2      | - Newman (Durnell, Allen) — 29 min 22 s Adams (Marsden, Halliwell) — 39 min 8 s (2 SN) | Arbitrage : Dina Allen Juges de lignes : Magdaléna Čerhitová Gabriela Šťastná |
| Martyna Sass     | Gardiens                                     | Nicole Jackson   |                                                                                        | Arbitrage : Dina Allen Juges de lignes : Magdaléna Čerhitová Gabriela Šťastná |
| 12 min           | Pénalités                                    | 16 min           |                                                                                        | Arbitrage : Dina Allen Juges de lignes : Magdaléna Čerhitová Gabriela Šťastná |
| 29               | Tirs                                         | 31               |                                                                                        | Arbitrage : Dina Allen Juges de lignes : Magdaléna Čerhitová Gabriela Šťastná |

| 7 avril 2016 | Croatie | 0-6 (0-2, 0-3, 0-1) | Corée du Sud | Pionir Ice Hall, Bled 200 spectateurs |

| Feuille de match | Feuille de match | Feuille de match        | Feuille de match | Feuille de match                                                      |
| ---------------- | ---------------- | ----------------------- | --- | --------------------------------------------------------------------- |
|                  | -                | 0-1 0-2 0-3 0-4 0-5 0-6 | Park J. (Lee K., Ko) — 6 min 33 s (IN) Choi J. (Jo, Lee K.) — 14 min 15 s (SN) Han S. (Park J.) — 29 min 7 s Park J. (Han S., Ko) — 29 min 48 s Jo (Lee K.) — 30 min Cho M. (Han J.) — 49 min 7 s | Arbitrage : Debby Hengst Juges de lignes : Linnea Sainio Yuka Tochigi |
| Lana Belic       | Gardiens         | Han Do-hee              | | Arbitrage : Debby Hengst Juges de lignes : Linnea Sainio Yuka Tochigi |
| 14 min           | Pénalités        | 12 min                  | | Arbitrage : Debby Hengst Juges de lignes : Linnea Sainio Yuka Tochigi |
| 7                | Tirs             | 58                      | | Arbitrage : Debby Hengst Juges de lignes : Linnea Sainio Yuka Tochigi |

| 7 avril 2016 | Slovénie | 1-8 (0-2, 1-3, 0-3) | Corée du Nord | Pionir Ice Hall, Bled 430 spectateurs |

| Feuille de match | Feuille de match                              | Feuille de match                    | Feuille de match | Feuille de match                                                       |
| ---------------- | --------------------------------------------- | ----------------------------------- | --- | ---------------------------------------------------------------------- |
|                  | - Pren (Kolman, S. Confidenti) — 33 min 8 s - | 0-1 0-2 0-3 1-3 1-4 1-5 1-6 1-7 1-8 | Ryo (Jong, Kim K.) — 4 min 39 s Kim H. (Ryo) — 17 min 40 s Choe J. (Han) — 23 min 22 s - Kim H. — 33 min 16 s Won (Jin, Choe J.) — 39 min 29 s Ryo (Kim H., Kim K.) — 51 min 48 s (2 SN) Han (Ri U., Choe J.) — 52 min 32 s (SN) Kim H. (Ryo, Jong) — 57 min | Arbitrage : Tijana Haack Juges de lignes : Fu Zhennan Jessica Lundgren |
| Ines Confidenti  | Gardiens                                      | So Jong-sim                         | | Arbitrage : Tijana Haack Juges de lignes : Fu Zhennan Jessica Lundgren |
| 16 min           | Pénalités                                     | 2 min                               | | Arbitrage : Tijana Haack Juges de lignes : Fu Zhennan Jessica Lundgren |
| 8                | Tirs                                          | 59                                  | | Arbitrage : Tijana Haack Juges de lignes : Fu Zhennan Jessica Lundgren |

| 8 avril 2016 | Pologne | 16-0 (6-0, 6-0, 4-0) | Croatie | Pionir Ice Hall, Bled 100 spectateurs |

| Feuille de match | Feuille de match | Feuille de match                                                       | Feuille de match | Feuille de match                                                     |
| ---------------- | --- | ---------------------------------------------------------------------- | ---------------- | -------------------------------------------------------------------- |
|                  | Frąckowiak (Wieczorek) — 3 min (IN) Późnievska (Kosakowska, Czarnecka) — 5 min 18 s Gogoc (Cygan) — 7 min 32 s Łaskawska (Gogoc, Cygan) — 15 min 58 s Czaplik (Późnievska) — 16 min 37 s Cygan (Gogoc, Łaskawska) — 18 min 14 s Tomczok (Tokarska) — 23 min 39 s Orawska (Dziwok, Dziedzioch) — 24 min 47 s Łaskawska (Tomxzok) — 27 min 54 s Czarnecka (Czaplik, Późnievska) — 29 min 25 s Czarnecka (Późnievska, Czaplik) — 29 min 54 s Późnievska — 33 min 51 s Czarnecka (Czaplik) — 50 min 54 s Wieczorek (Frąckowiak) — 53 min Dziwok — 55 min 4 s (SN) Późnievska (Czaplik, Czarnecka) — 55 min 53 s | 1-0 2-0 3-0 4-0 5-0 6-0 7-0 8-0 9-0 10-0 11-0 12-0 13-0 14-0 15-0 16-0 | -                | Arbitrage : Tijana Haack Juges de lignes : Fu Zhennan Olga Steinberg |
| Martyna Sass     | Gardiens | Lana Belic (29 min 25 s) Petra Belobrk (30 min 35 s)                   |                  | Arbitrage : Tijana Haack Juges de lignes : Fu Zhennan Olga Steinberg |
| 6 min            | Pénalités | 14 min                                                                 |                  | Arbitrage : Tijana Haack Juges de lignes : Fu Zhennan Olga Steinberg |
| 70               | Tirs | 9                                                                      |                  | Arbitrage : Tijana Haack Juges de lignes : Fu Zhennan Olga Steinberg |

| 8 avril 2016 | Corée du Nord | 0-7 (0-2, 0-2, 0-3) | Grande-Bretagne | Pionir Ice Hall, Bled 150 spectateurs |

| Feuille de match                               | Feuille de match | Feuille de match            | Feuille de match | Feuille de match                                                             |
| ---------------------------------------------- | ---------------- | --------------------------- | --- | ---------------------------------------------------------------------------- |
|                                                | -                | 0-1 0-2 0-3 0-4 0-5 0-6 0-7 | Ganney (Henry, Lane) — 7 min 36 s Ganney (Farman) — 14 min 34 s Ganney — 30 min 50 s Allen (Campbell, Newman) — 39 min 56 s Marsden (Ashton, Herbert) — 43 min 5 s Ashton (Marsden) — 45 min 58 s Durnell (Ganny, Henry) — 56 min 35 s | Arbitrage : Ainslie Gardner Juges de lignes : Jessica Lundgren Linnea Sainio |
| So Jong-sim (48 min 13 s) Ri Pom (11 min 47 s) | Gardiens         | Nicle Jackson               | | Arbitrage : Ainslie Gardner Juges de lignes : Jessica Lundgren Linnea Sainio |
| 12 min                                         | Pénalités        | 4 min                       | | Arbitrage : Ainslie Gardner Juges de lignes : Jessica Lundgren Linnea Sainio |
| 27                                             | Tirs             | 28                          | | Arbitrage : Ainslie Gardner Juges de lignes : Jessica Lundgren Linnea Sainio |

| 8 avril 2016 | Corée du Sud | 3-0 (2-0, 1-0, 0-0) | Slovénie | Pionir Ice Hall, Bled 450 spectateurs |

| Feuille de match | Feuille de match | Feuille de match                                        | Feuille de match | Feuille de match                                                          |
| ---------------- | --- | ------------------------------------------------------- | ---------------- | ------------------------------------------------------------------------- |
|                  | Han S. (Park J., Park C.) — 4 min 38 s Choi J. (Park J., Park Y.) — 11 min 50 s Park C. (Jung, Han J.) — 25 min 38 s | 1-0 2-0 3-0                                             | -                | Arbitrage : Dina Allen Juges de lignes : Magdaléna Čerhitová Yuka Tochigi |
| Shin So-jung     | Gardiens | Ines Confidenti (30 min 35 s) Pia Dukarič (29 min 25 s) |                  | Arbitrage : Dina Allen Juges de lignes : Magdaléna Čerhitová Yuka Tochigi |
| 4 min            | Pénalités | 8 min                                                   |                  | Arbitrage : Dina Allen Juges de lignes : Magdaléna Čerhitová Yuka Tochigi |
| 56               | Tirs | 5                                                       |                  | Arbitrage : Dina Allen Juges de lignes : Magdaléna Čerhitová Yuka Tochigi |

## Classement
Pour les significations des abréviations, voir statistiques du hockey sur glace.
| Clt   | Équipe            | PJ | V | VP | D | DP | BP | BC | Diff | Pts |
| ----- | ----------------- | -- | - | -- | - | -- | -- | -- | ---- | --- |
| +001, | Pologne           | 5  | 4 | 0  | 1 | 0  | 37 | 9  | +28  | 12  |
| +002, | Corée du Sud      | 5  | 4 | 0  | 1 | 0  | 15 | 3  | +12  | 12  |
| +003, | Grande-Bretagne   | 5  | 4 | 0  | 1 | 0  | 34 | 3  | +31  | 12  |
| +004, | Corée du Nord (R) | 5  | 2 | 0  | 3 | 0  | 21 | 23 | -2   | 6   |
| +005, | Slovénie (P)      | 5  | 1 | 0  | 4 | 0  | 9  | 27 | -18  | 3   |
| +006, | Croatie           | 5  | 0 | 0  | 5 | 0  | 4  | 55 | -51  | 0   |

- Promu en Division IB en 2017
- Relégué en Division IIB en 2017

## Statistiques individuelles
Pour les significations des abréviations, voir statistiques du hockey sur glace.
| Clt | Joueuse              | Équipe          | PJ | B | A | Pts | Pun | +/- |
| --- | -------------------- | --------------- | -- | - | - | --- | --- | --- |
| 1   | Karolina Późniewska  | Pologne         | 5  | 7 | 7 | 14  | 2   | +10 |
| 2   | Magdalena Czaplik    | Pologne         | 5  | 3 | 8 | 11  | 2   | +10 |
| 3   | Katarzyna Frąckowiak | Pologne         | 5  | 8 | 2 | 10  | 6   | +9  |
| 4   | Leanne Ganney        | Grande-Bretagne | 5  | 5 | 5 | 10  | 4   | +11 |
| 5   | Katie Henry          | Grande-Bretagne | 5  | 4 | 6 | 10  | 6   | +11 |
| 6   | Saffron Allen        | Grande-Bretagne | 5  | 5 | 3 | 8   | 4   | +8  |
| 7   | Choe Jonh-hui        | Corée du Nord   | 5  | 4 | 4 | 8   | 6   | +5  |
| 8   | Kamila Wieczorek     | Pologne         | 5  | 2 | 6 | 8   | 0   | +8  |
| 9   | Sophie Herbert       | Grande-Bretagne | 5  | 4 | 3 | 7   | 6   | +9  |
| 9   | Pia Pren             | Slovénie        | 5  | 4 | 3 | 7   | 2   | -3  |

| Clt | Joueuse         | Équipe          | PJ | Min          | BC | Moy   | %Arr  | Bl |
| --- | --------------- | --------------- | -- | ------------ | -- | ----- | ----- | -- |
| 1   | Nicole Jackson  | Grande-Bretagne | 5  | 271 min 2 s  | 3  | 0,66  | 97,60 | 2  |
| 2   | Shin So-jung    | Corée du Sud    | 4  | 239 min 48 s | 3  | 0,75  | 96,05 | 2  |
| 3   | Martyna Sass    | Pologne         | 5  | 299 min 5 s  | 9  | 1,81  | 93,33 | 1  |
| 4   | Pia Dukarič     | Slovénie        | 3  | 123 min 5 s  | 10 | 4,87  | 90,10 | 0  |
| 5   | Ines Confidenti | Slovénie        | 4  | 176 min 55 s | 17 | 5,77  | 87,02 | 0  |
| 6   | Petra Belobrk   | Croatie         | 4  | 165 min 54 s | 28 | 10,13 | 83,23 | 0  |
| 7   | So Jong-sim     | Corée du Nord   | 5  | 288 min 13 s | 22 | 4,58  | 80,87 | 0  |
| 8   | Lana Belic      | Croatie         | 4  | 134 min 6 s  | 27 | 12,08 | 77,87 | 0  |

Nota : seules sont classées les gardiennes ayant joué au minimum 40 % du temps de jeu de leur équipe.
Pour les significations des abréviations, voir statistiques du hockey sur glace.